# Mesolcina

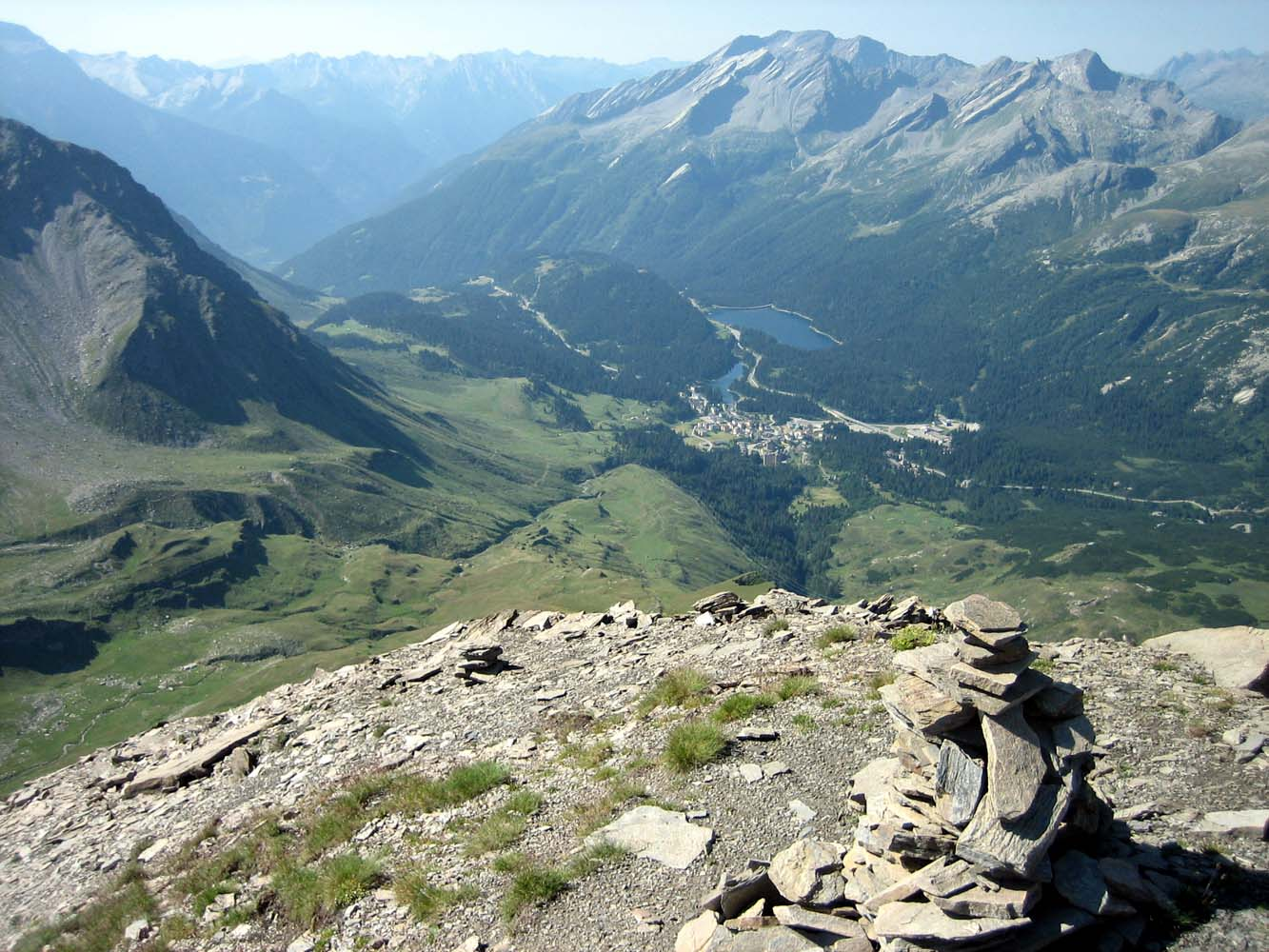
Vista do Pizzo Uccello em direção sul para o vale Mesolcina

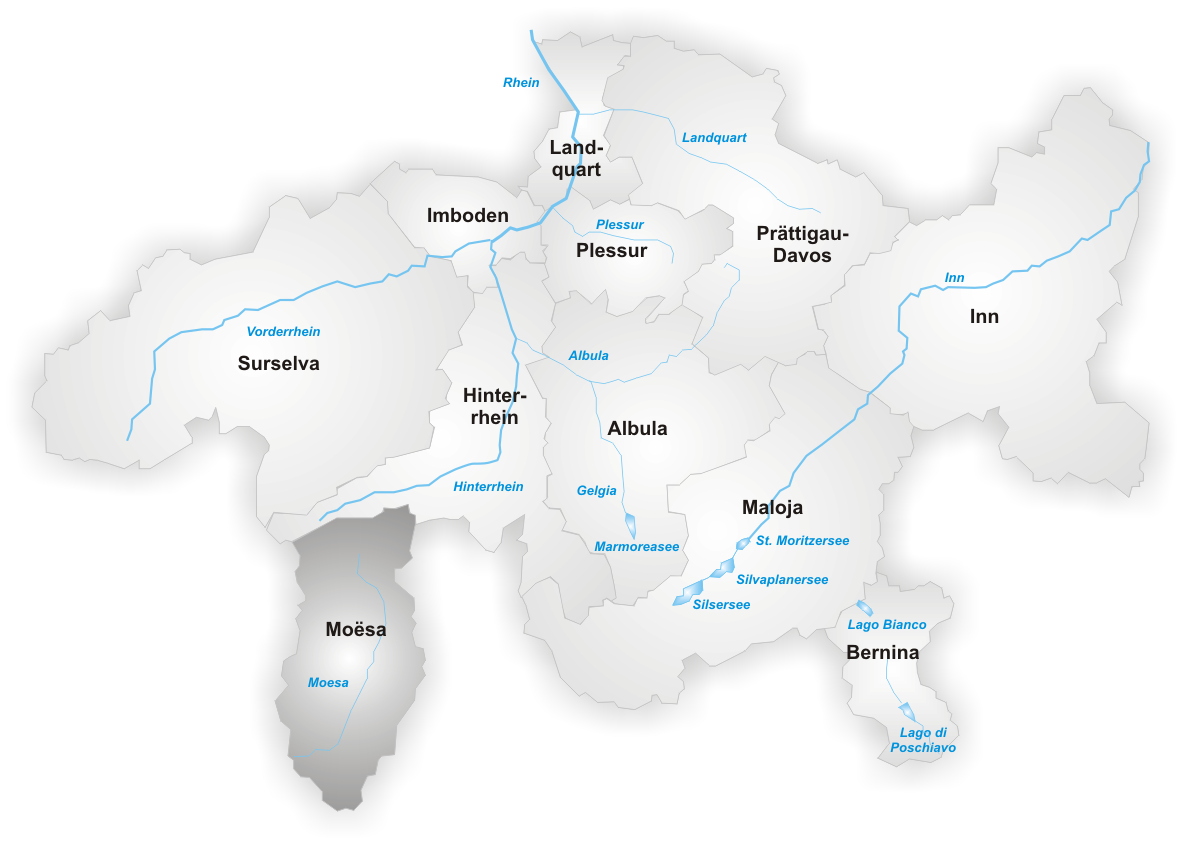
O distrito de Moesa no mapa do Cantão dos Grisões

Mesolcina (em italiano Val Mesolcina, em alemão Misox) é um vale da Suíça italiana localizada no Cantão dos Grisões, à exceção das comunas de Lumino e Arbedo-Castione, integradas ao Cantão do Ticino. O vale encontra-se ao sul dos Alpes e limita-se a leste com a Itália, a sul com o Ticino, a oeste com o vale Calanca e a norte o vale do Reno Posterior. Em altitude, vai dos 260 metros no Piano di San Vittore aos 3270 metros do Pizzo Tambo.
Administrativamente, praticamente todo o vale Mesolcina coincide com o distrito de Moesa.